# Томас Крейг
Томас Крейг (англ. Thomas David Craig) — американський телевізійний письменник. Поряд з Картером Бейзом Крейг є творцем, письменником і шоуранером ситкому «Як я познайомився з вашою мамою». За цей серіал Крейг був нагороджений премією «Еммі».
В іншій співпраці з Бейзом Крейг став співзасновником групи The Solids. Уривок пісні «Hey, beautiful», виконана цією групою, є темою серіалу Як я познайомився з вашою мамою.

## Біографія
Крейг народився в Сент-Клауді, штат Міннесота.
У 1997 році Крейг закінчив Уесліанський університет. Під час навчання в університеті, Крейг влітку і восени 1996 року з бейза працюють молодими фахівцями в Департаменті розвитку MTV.
У 1997 році, після закінчення університету, Крейг і Бейз стають співавторами Пізнього шоу з Девідом Леттерманом.
Крейг також написав сценарій для епізодів «Американського тата», Пятерняшек і Олівера Біна.
У 2014 році Крейг поряд з Бейзом, Гервігом і Співі розробив одну пілотну серію серіалу «Як я зустріла вашого батька». Після цього канал CBS попросила зробити другу пілотну серію, але Крейг з іншими продюсерами відмовився продовжувати.

## Праці
- Як я познайомився з вашою мамою
- Олівер Бін
- Ігри Гудвіна
- Американський тато!

### Інші праці
Він зробив аудіокоментарі для епізоду Американського тата! (Стен Аравійський: Частина 2) і для DVD диска серіалу Як я познайомився з вашою мамою.